# La Gallareta
La Gallareta es una localidad y comuna del departamento Vera, provincia de Santa Fe, Argentina. Está ubicado sobre la ruta provincial 83, a 15 km de la ruta nacional 11, y dista 259 km al norte de la capital de la provincia.

## Población
Cuenta con 2,719 habitantes (Indec, 2022), lo que representa un descenso del 9% frente a los 2,902 habitantes (Indec, 2010) del censo anterior.
| Gráfica de evolución demográfica de La Gallareta entre 1991 y 2022 |
|                                                                    |
| Fuente: Censos nacionales del INDEC                                |

## Historia
- 1910, según la oralidad histórica, sus primeros habitantes fueron "braceros" temporarios. La empresa inglesa era la "Argentine Quebracho Company".
- 1904, se construye la fábrica de tanino, y la explotación intensiva del quebracho colorado, con destino a la fábrica. Las tierras estaban divididas en dos:
  - una pertenecía a la firma Hartenek, que para entonces ya había establecido dos fábricas en Calchaquí y Santa Felicia,
  - el otro al Banco Territorial. Luego lo compra la Argentine Quebracho Company
- 1915, trazado del pueblo.
- 1918, la compañía pasa a capitales ingleses como parte de la compensación forzosa por los daños durante la guerra de 1914-1918. Así se crea la Forestal Argentina Ltda. La industria taninera hizo surgir esta población, que comenzó a instalarse dentro del espacio preparado para ello cercado con alambres tejidos y de púas, en prevención de ataque de fieras y de indígenas. Primeros habitantes: norteamericanos, italianos y alemanes (obreros y técnicos especializados).
- 1927, se termina la traza urbana y sección quintas, con plaza y campos de deporte, cementerio, iglesia católica, oficinas públicas, etc. Todo realizado sin ningún contacto con la Oficina de Catastro Provincial, órgano ficticio de control de policía. Se generaba una apariencia de progreso; en las festividades patrias, en los edificios de la Forestal Argentina Ltda., fábrica, hospitales, club social, se enarbolaba la bandera argentina a derecha y la bandera inglesa a izquierda.

Hoy en día este pequeño pueblo cuenta con escuela primaria y secundaria, y actualmente los habitantes están agradecidos por la llegada del asfalto, ya que era algo que se solicitaba mucho.

## Santo Patrono
- Sagrado Corazón; festividad movible

## Creación de la Comuna
- 4 de septiembre de 1951 (73 años)

## Fiesta Regional del Amigo
- 1.ª quincena de octubre

## Educación
Escuelas de Educación Común y Adultos 
- JOSÉ MANUEL ESTRADA, km 38, CAMPO ROTELA, 25 alumnos
- NIÑAS DE AYOHUMA, CAMPO FERRERO - LAS ISLETAS, 25 "
- BERNARDO O'HIGGINS, LOS PALMARES, 16 alumnos
- MARIA MONTESSORI, km 194, LOTE 38, 14 "
- JUANA AZURDUY, CAMPO GIAUQUE, 13 alumnos
- ESC. PRIMARIA 1237, EST. EL PELUDO, RUTA P 13, 10 alumnos
- ESC. PRIMARIA 1273 (EX-CER 208) CPO. GRANICH-LOTE 166, km 32, 13 alumnos
- DR. ESTANISLAO ZEBALLOS, 341 alumnos
- PEDRO ZANNI, 144 alumnos
- MARIO ALMONACID, CPO. SAN JOSÉ, km 35, 23 alumnos
- VICENTE DE ECHEVARRIA, EL PALMAR, 14 alumnos
- DR. RICARDO GUTIÉRREZ, PARAJE km 38, 14 "
- CAP. DE FRAGATA PEDRO GIACHINO, EST. PAVENHAMN, 22 alumnos
- MARÍA SÁNCHEZ DE THOMPSON, CAMPO TALEB, 13 alumnos
- C.E.N.P.A. 158, 20 alumnos
- C. ALFAB. 28, a 100 m R. 83F-CAP.VIRGEN DE ITATI, 14 alumnos
- E.E.M.P.A. 1276, 39 alumnos
- 8 DE SEPTIEMBRE, 198 alumnos. Escuela secundaria de educación técnica profesionasecundaria con modalidad agrotecnica.

## Localidades y parajes
- La Gallareta
- Parajes 
  - Bº Santa Teresita
  - Campo Ferrero
  - Campo Pavenhamn
  - Campo Rotella
  - Campo San José
  - Campo Travaglia
  - Colonia Doña Mariana
  - El Bonete
  - El Palmar
  - km 119
  - km 315
  - km 35
  - km 38
  - km 71
  - La Invernada
  - Obraje San Lorenzo
  - Paraje Los Palmares
  - Paraje Rincón La Loma
  - Paraje La Clarita
  - Ramal Colmena

## Medios de comunicación
FM COMUNITARIA TANINO 91.7 MHz https://radioxradio.org/tanino/
FM La Gallareta 89.9 MHz.

## Parroquias de la Iglesia católica en La Gallareta
| Diócesis  | Reconquista              |
| --------- | ------------------------ |
| Parroquia | Sagrado Corazón de Jesús |